# ولادیمیر اورلوفسکی
ولادیمیر اورلوفسکی (روسی: Владимир Донатович Орловский؛ ۲۰ ژانویهٔ ۱۸۴۲ – ۱۶ مارس ۱۹۱۴) نقاش اهل اوکراین بود.

## زندگی
اورلوفسکی در سال ۱۸۴۲ در کیف در خانواده‌ای از نژاد اوکراینی متولد شد.
در طول تحصیل اورلوفسکی در آکادمی هنر شاهنشاهی، معلم او یکی از مشهورترین نقاشان روسی در قرن نوزدهم الکسی بوگولیوبوف بود. اورلوفسکی در سال ۱۸۶۳، یک مدال نقره در آکادمی هنر سن پترزبورگ دریافت کرد .